# Planète tellurique

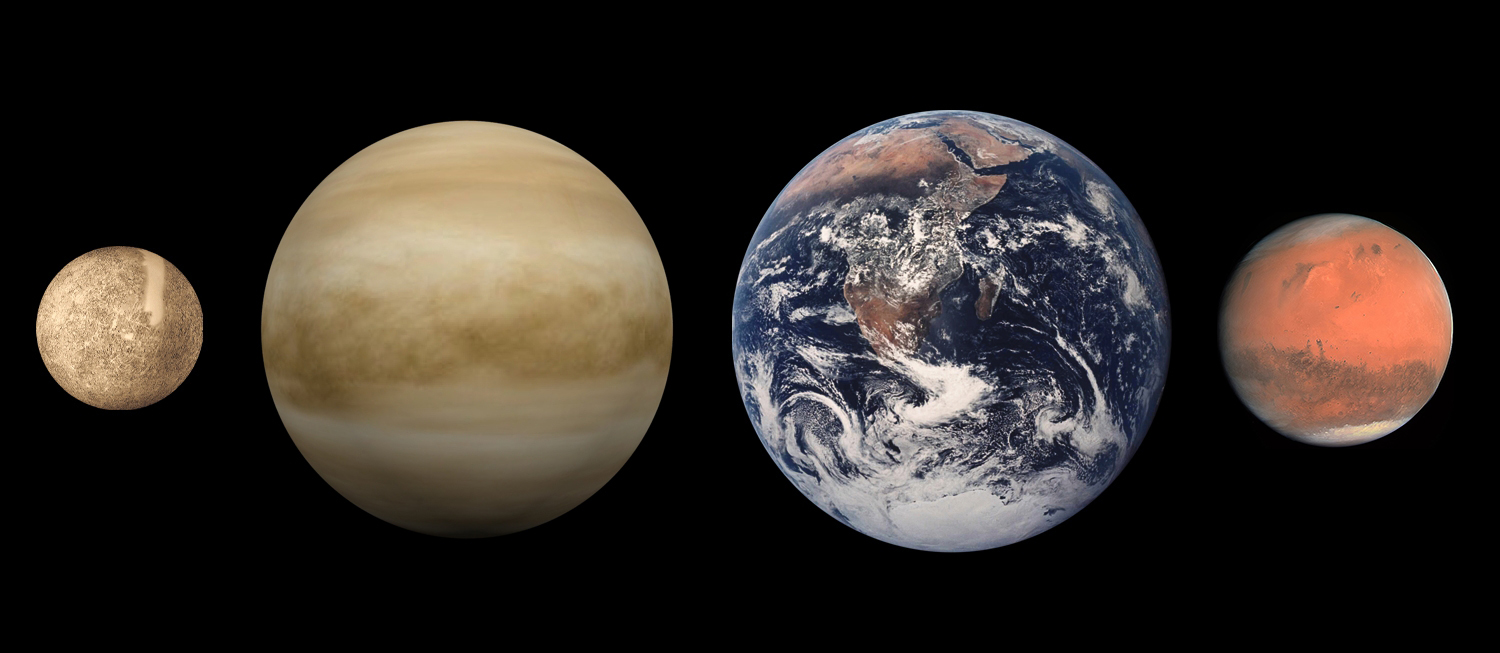
Les quatre planètes telluriques (à l'échelle) du Système solaire : Mercure, Vénus, Terre et Mars.

Une planète tellurique (du latin tellus, « la terre, le sol »), en opposition aux planètes gazeuses, est une planète composée essentiellement de roches et de métal qui possède en général trois enveloppes concentriques (noyau, manteau et croûte). Sa surface est solide et composée principalement de matériaux non volatils, généralement des roches silicatées et du fer métallique. Sa densité est relativement élevée, comprise entre 4 et 5,7.
Dans le Système solaire, les planètes telluriques sont les quatre planètes internes, situées entre le Soleil et la ceinture d'astéroïdes : Mercure, Vénus, la Terre et Mars. Les planètes telluriques sont beaucoup plus petites que les planètes gazeuses mais ont une densité beaucoup plus élevée car elles sont composées principalement de fer et de silicates. Sans être des planètes, la Lune, Japet ainsi que Io ont une structure similaire et peuvent aussi être qualifiés de corps telluriques.
On recherche activement des planètes telluriques parmi d'autres systèmes planétaires, mais leur détection est rendue difficile par leur faible masse, bien plus petite que celle des géantes gazeuses ou des étoiles. Plusieurs en ont cependant été découvertes, telles que Gliese 581 c en avril 2007, Kepler-186 f en avril 2014, Kepler-452 b en juillet 2015 et trois planètes de dimensions terrestres pouvant abriter de l'eau liquide autour de l'étoile TRAPPIST-1 fin 2015.

## Structure

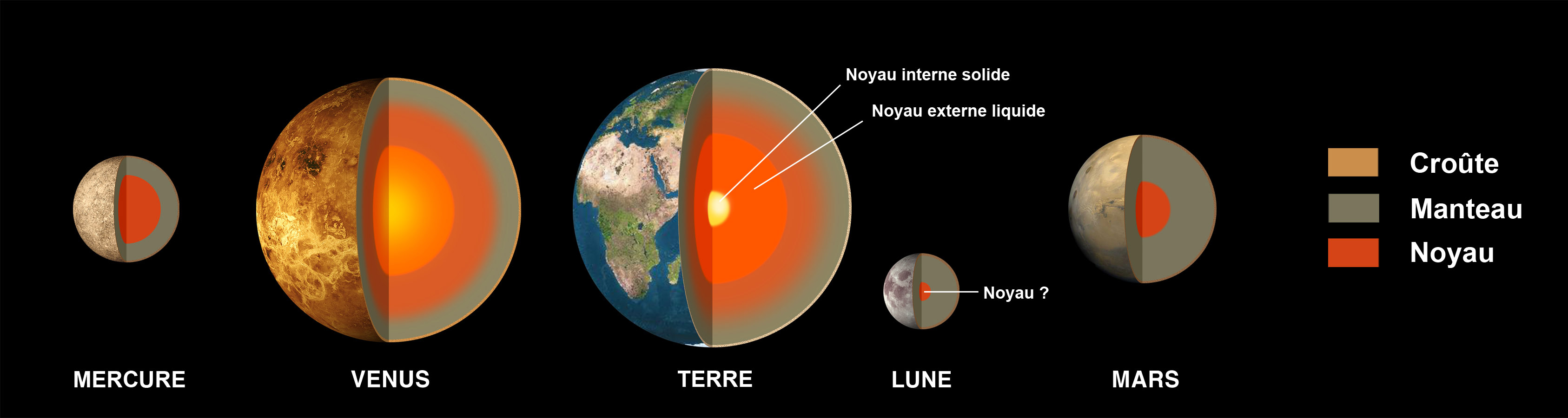
Structure interne des planètes telluriques et de la Lune.

Les planètes telluriques ont à peu près toutes la même structure : un noyau central métallique (souvent du fer) entouré d'un manteau silicaté. La Lune est semblable mais possède un noyau de fer beaucoup plus petit. Les planètes telluriques ont des canyons, des cratères, des montagnes et des volcans. Elles possèdent des atmosphères secondaires (atmosphères générées via le volcanisme interne ou les impacts de comètes) et un sol solide, contrairement aux géantes gazeuses qui, elles, possèdent une atmosphère primaire (atmosphères directement captées à partir de la nébuleuse originelle solaire) et un sol liquide ou gazeux.
Théoriquement, il existe deux types de planètes telluriques ou rocheuses : l'une dominée par des composés de silicium (planètes silicatées) et l'autre dominée par des composés de carbone (planètes carbonées ou « planètes de diamant »), comme les chondrites carbonées. Les quatre planètes telluriques du système solaire sont toutes du premier type.  Comme le suggèrent Marc Kuchner et ses collègues, les planètes de carbone peuvent se former dans un disque protoplanétaire riche en carbone ou pauvre en oxygène. Autour d'un noyau de fer, il se formerait un manteau de carbures et éventuellement de graphite, dans lequel, si les conditions de pression le permettent, peut se former une couche riche en diamants. La planète peut être entourée d'une atmosphère secondaire riche en composés de carbone.

## Planètes telluriques du Système solaire
Le Système solaire possède quatre planètes telluriques : Mercure, Vénus, la Terre et Mars. Une seule d'entre elles, la Terre, est connue pour avoir une hydrosphère active.
| Planète | Rayon équatorial         | Masse                            | Gravité                 | Inclinaison de l’axe |
| ------- | ------------------------ | -------------------------------- | ----------------------- | -------------------- |
| Mercure | 2 439,7 km (0,383 Terre) | 3,301 × 1023 kg (0,055 Terre)    | 3,70 m/s2 (0,378 g)     | 0,03°                |
| Vénus   | 6 051,8 km (0,95 Terre)  | 4,867 5 × 1024 kg (0,815 Terre)  | 8,87 m/s2 (0,907 g)     | 177,36°              |
| Terre   | 6 378,137 km             | 5,972 4 × 1024 kg                | 9,780 m/s2 (0,997 32 g) | 23,44°               |
| Mars    | 3 396,2 km (0,532 Terre) | 6,441 71 × 1023 kg (0,107 Terre) | 3,69 m/s2 (0,377 g)     | 25,19°               |

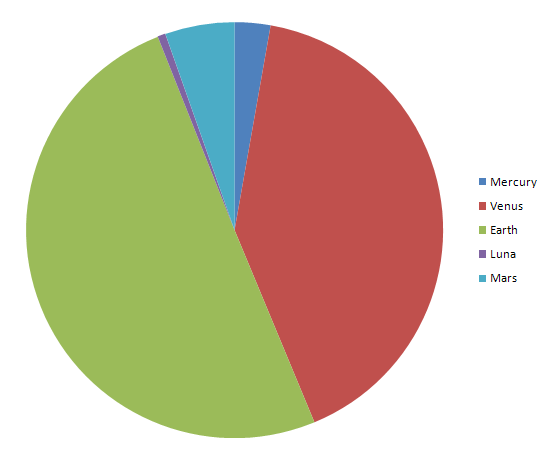
Masse relatives des planètes telluriques du Système solaire, Lune incluse.

Lors de la formation du Système solaire le nombre de planètes (planétésimaux) était beaucoup plus important. Celles-ci ont progressivement disparu, soit au contact des quatre planètes telluriques restantes (fusion, destruction), soit par expulsion du Système solaire via l'effet de fronde gravitationnelle.
Les planètes telluriques se situent dans la partie interne du Système solaire. Ce n'est pas une coïncidence, car comme elles sont proches du Soleil, leur température tend à être plus élevée et les composants les plus légers de leur atmosphère primaire (hydrogène et hélium) se sont échappés dans l'espace pour atteindre la vitesse de libération de leur planète. Leur position détermine aussi leurs températures de surface qui sont relativement élevées et leurs périodes de révolution qui sont plus brèves que celles des géantes gazeuses du Système solaire externe, alors que leurs périodes de rotation sont plus longues.
Ces planètes ont également un autre point commun : l'absence ou le faible nombre de satellites naturels et leur petite taille (moins de 15 000 km de diamètre).
La Lune, Io et Europe sont principalement composés de roches et sont considérés comme des corps telluriques, mais ils ne tournent pas directement autour du Soleil. Le rayonnement émis par Jupiter pendant sa formation a dû réchauffer une grande partie des anneaux de Jupiter conduisant à une composition rocheuse pour les deux satellites, bien qu'ils soient situés au-delà de la ligne des glaces (frost line) du Système solaire.
Selon certains astronomes, Cérès est un corps tellurique important, bien qu'il n'ait pas fait le vide autour de lui, il doit être considéré comme une planète. D'autres astronomes, en revanche, principalement en raison de sa densité, pensent qu'il a plus de points communs avec les satellites des géantes gazeuses,,. La sonde de la mission Dawn de la NASA, qui a atteint Cérès en février 2015 et y est restée en orbite jusqu'en octobre 2018, a recueilli des données qui devraient permettre de faire la lumière sur sa catégorie.
La plupart des astéroïdes ont une composition semblable à celle des planètes rocheuses, mais ils n'ont pas de forme sphérique et n'ont pas subi le processus de différenciation interne, ils ne sont donc pas considérés comme des corps telluriques.
Enfin, les corps comme Pluton, Ganymède et Titan (certains chercheurs incluent également Europe dans la liste, considéré comme un corps frontalier aux deux catégories) ont de nombreuses caractéristiques qu'ils partagent avec les planètes telluriques, comme le fait qu'ils soient solides, qu'ils aient une mince atmosphère, mais ils sont principalement constitués de glace et de roches de nature volatile (comme les valeurs de densités l'indiquent : 1,5 à 2 g/cm3) parce qu'ils sont au-delà de la ligne des glaces du Système solaire. Malgré les différences de composition et leur structure interne, certains astronomes les considèrent comme des corps telluriques,. D'autres ont proposé des classifications et des descriptions alternatives, comme des naines de glace, mais elles ont été rejetées par l'Union astronomique internationale.

### Tendances des densités
La densité non-compressée d'une planète tellurique est la densité moyenne que ses matériaux auraient à pression nulle. Une haute valeur de densité non-compressée indique une teneur plus élevée en métal. La densité non-compressée est plus utilisée que la densité moyenne réelle car le noyau des planètes tend à l'augmenter (la densité moyenne d'une planète dépend aussi bien de sa taille que de sa composition).
Les densités non-compressées des planètes telluriques solaires, des trois plus gros astéroïdes et de deux satellites des géantes gazeuses sont présentées ci-dessous. Les densités ont généralement tendances à baisser lorsque la distance au Soleil augmente.
| Objet   | Masse (M🜨)  | Rayon Terrestre (R🜨) | densité moyenne réelle (g/cm3) | densité non-compressée (g/cm3) | grand axe (UA) |
| ------- | ----------- | -------------------- | ------------------------------ | ------------------------------ | -------------- |
| Mercure | 0,053       | 0,3825               | 5,4                            | 5,3                            | 0,39           |
| Vénus   | 0,815       | 0,9488               | 5,2                            | 4,4 - 3,95                     | 0,72           |
| Terre   | 1           | 1                    | 5,5                            | 4,4 - 4,03                     | 1,0            |
| Lune    | 0,012       | 0,2726               | 3,3                            | 3,3                            | 1,0            |
| Mars    | 0,107       | 0,53226              | 3,9                            | 3,8 - 3,71                     | 1,5            |
| Vesta   | 4,5 × 10-5  | 0,0414               | 3,4                            | 3,4                            | 2,3            |
| Pallas  | 3,6 × 10-5  | 0,0417               | 2,8                            | 2,8                            | 2,8            |
| Cérès   | 1,59 × 10-4 | 0,076                | 2,1                            | 2,1                            | 2,8            |
| Europe  | 0,008       | 0,2460               | 3,96                           | 3,96                           | 5,2            |
| Io      | 0,015       | 0,2845               | 3,55                           | 3,55                           | 5,2            |

La principale exception à cette règle est la densité de la Lune, qui doit probablement sa plus faible densité à son origine inhabituelle.
On ignore si les planètes telluriques extra-solaires suivent aussi cette tendance. Par exemple, Kepler-10 b a une densité de 8,8 g/cm3 et orbite plus près de son étoile que Mercure. D'autre part, les planètes Kepler-11 b à Kepler-11 f orbitent aussi proche de leur étoile que Mercure, mais ont des densités inférieures aux planètes de notre système.

### Mercure

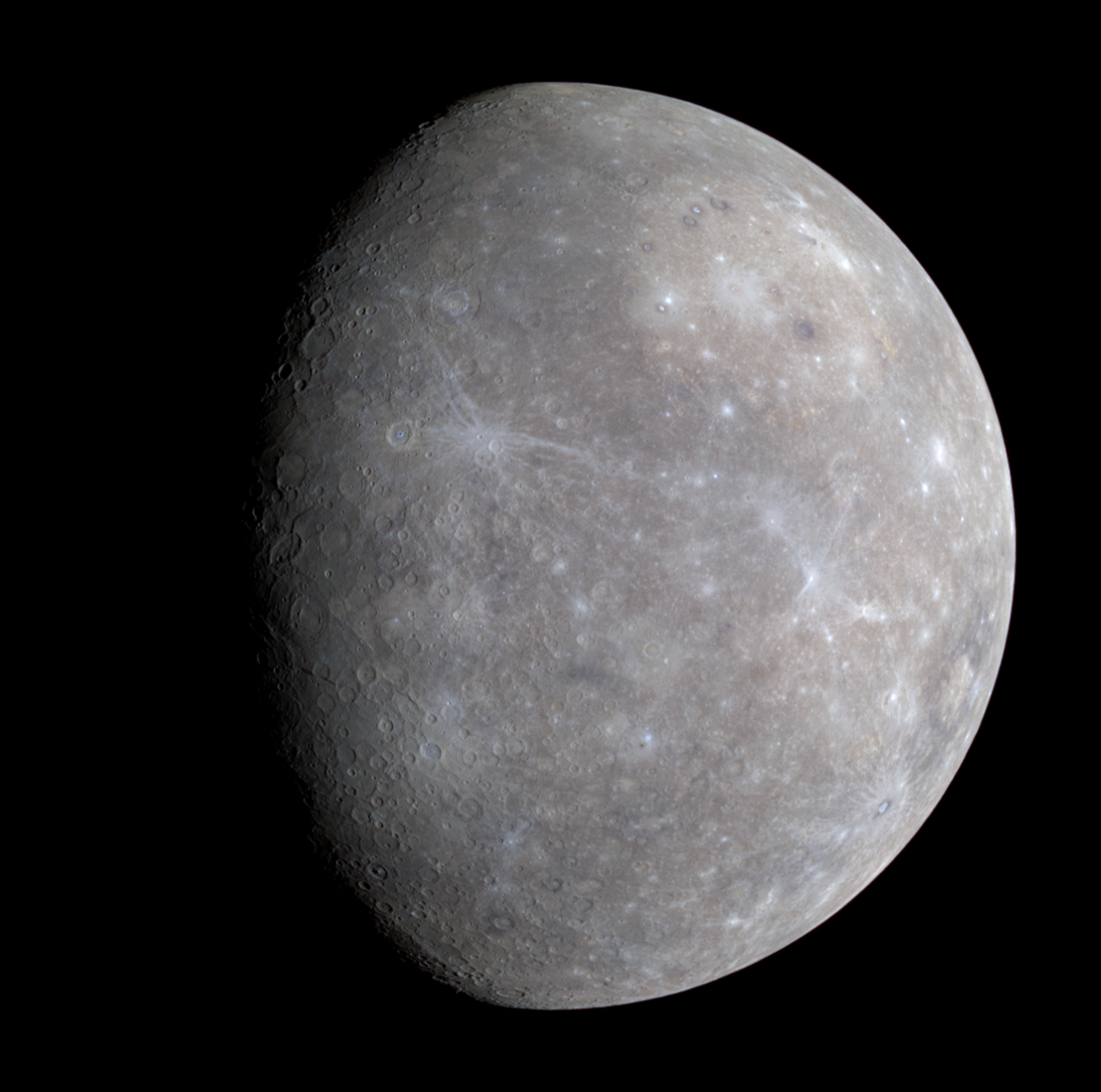
La planète Mercure par MESSENGER le 14 janvier 2008.

Structure interne de Mercure avec :
1. Croûte : 100 - 300 km de rayon
2. Manteau : 600 km de rayon
3. Noyau : 1800 km de rayon.

Mercure est constitué à 70 % de matériaux métalliques (fer principalement) et de 30 % de roches silicatées. Sa densité est de 5,427 g/cm3. Les géologues estiment que le noyau occupe environ 42 % de son volume. Le noyau en fusion est entouré d'un manteau de roches silicatées. Sur la croûte de Mercure se trouvent de nombreuses petites arêtes qui s'étendent sur des centaines de kilomètres de longueur. Cela laisse supposer que le noyau et le manteau se sont refroidis et contractés alors que la croûte s'était déjà solidifiée.
Des hypothèses existent pour expliquer cette teneur élevée en fer. La théorie la plus largement acceptée est que Mercure avait un rapport métal/silicate semblable à ceux des chondrites et avait une masse d'environ 2,25 fois sa masse actuelle. Mais au début de l'histoire du Système solaire, Mercure pourrait avoir été percutée par un planétésimal d'environ 1/6 de la masse de Mercure et un diamètre de plusieurs centaines de kilomètres. L'impact aurait arraché une grande partie de la croûte primitive et du manteau, laissant le noyau intact.
Alternativement, Mercure aurait pu se former à partir de la nébuleuse solaire avant que la sortie d'énergie du Soleil ne se soit stabilisée. La planète aurait eu 2 fois sa masse actuelle, mais comme la proto-étoile était contractée, la température devait être comprise entre 2 500 et 3 000 K, et même peut-être jusqu'à 10 000 K. La surface rocheuse de Mercure a pu être vaporisée à de telles températures, formant une atmosphère de "vapeur rocheuse" qui a pu être emportée par le vent solaire.
Une troisième hypothèse propose que la nébuleuse solaire a causé une traînée sur les particules lors de l'accrétion de Mercure, ce qui signifie que les matériaux les plus légers se sont séparés des matériaux d'accrétion.
Chaque hypothèse prévoit une composition de surface différente, et les deux missions spatiales, MESSENGER et BepiColombo, doivent faire des observations pour les vérifier.

### Vénus

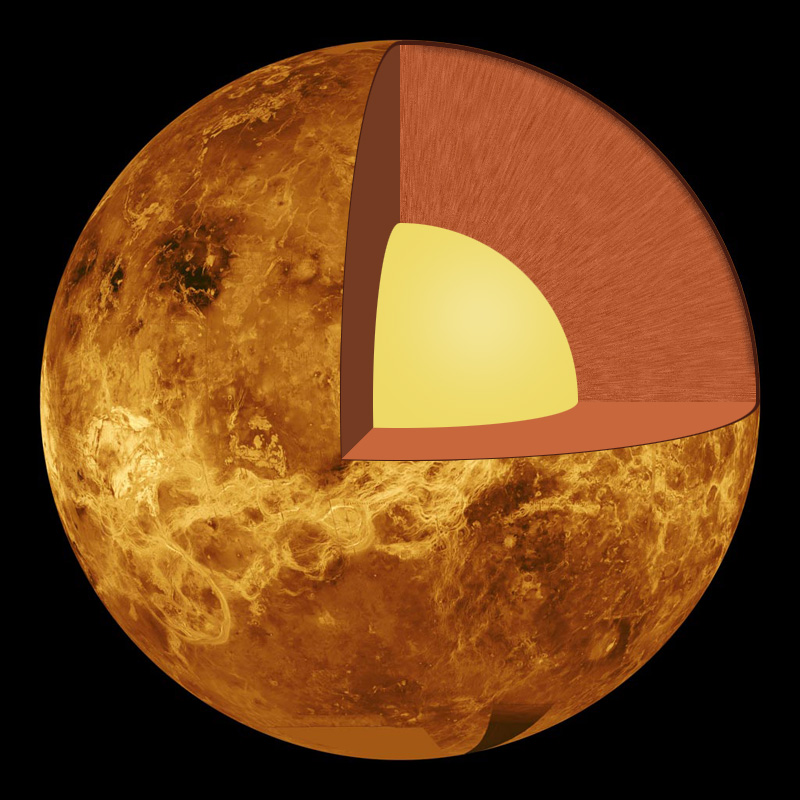
Structure interne de Vénus
1. Croûte : 20 km de rayon
2. Manteau : 3200 km de rayon
3. Noyau : 2800 km de rayon

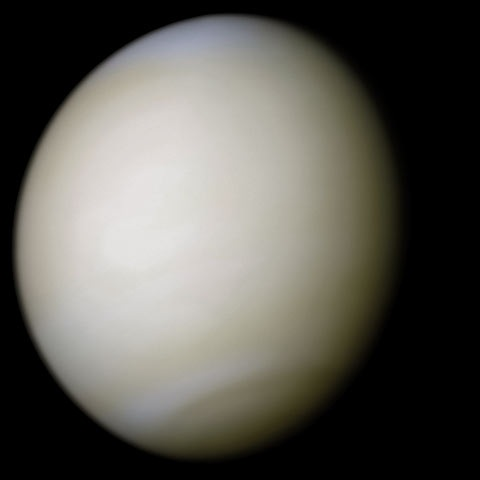
Vénus en vraies couleurs vue par Mariner 10.

Avec une densité de 5,26 g/cm3 et un rayon de 6 051 km, Vénus est la sœur jumelle de la Terre. La croûte vénusienne représente environ 0,34 % du rayon de la planète et les analyses faites par différentes sondes ont prouvé que le matériau extérieur de Vénus est semblable au granite et au basalte terrestre.
Vénus posséderait un manteau rocheux représentant environ 52,5 % du rayon de la planète, composé essentiellement de silicates et d'oxydes de métaux.
Le noyau de Vénus serait constitué de deux parties : un noyau externe constitué de fer et de nickel liquides qui représenterait environ 30 % du rayon de la planète ; un noyau interne composé de fer et de nickel solides qui représenterait environ 17 % du rayon de Vénus. Mais cette précision est spéculative, car contrairement à la Terre, il n'y a pas eu de mesures sismiques. Il n'est pas impossible que le noyau de Vénus soit entièrement liquide.

### Terre
La Terre est composée de :

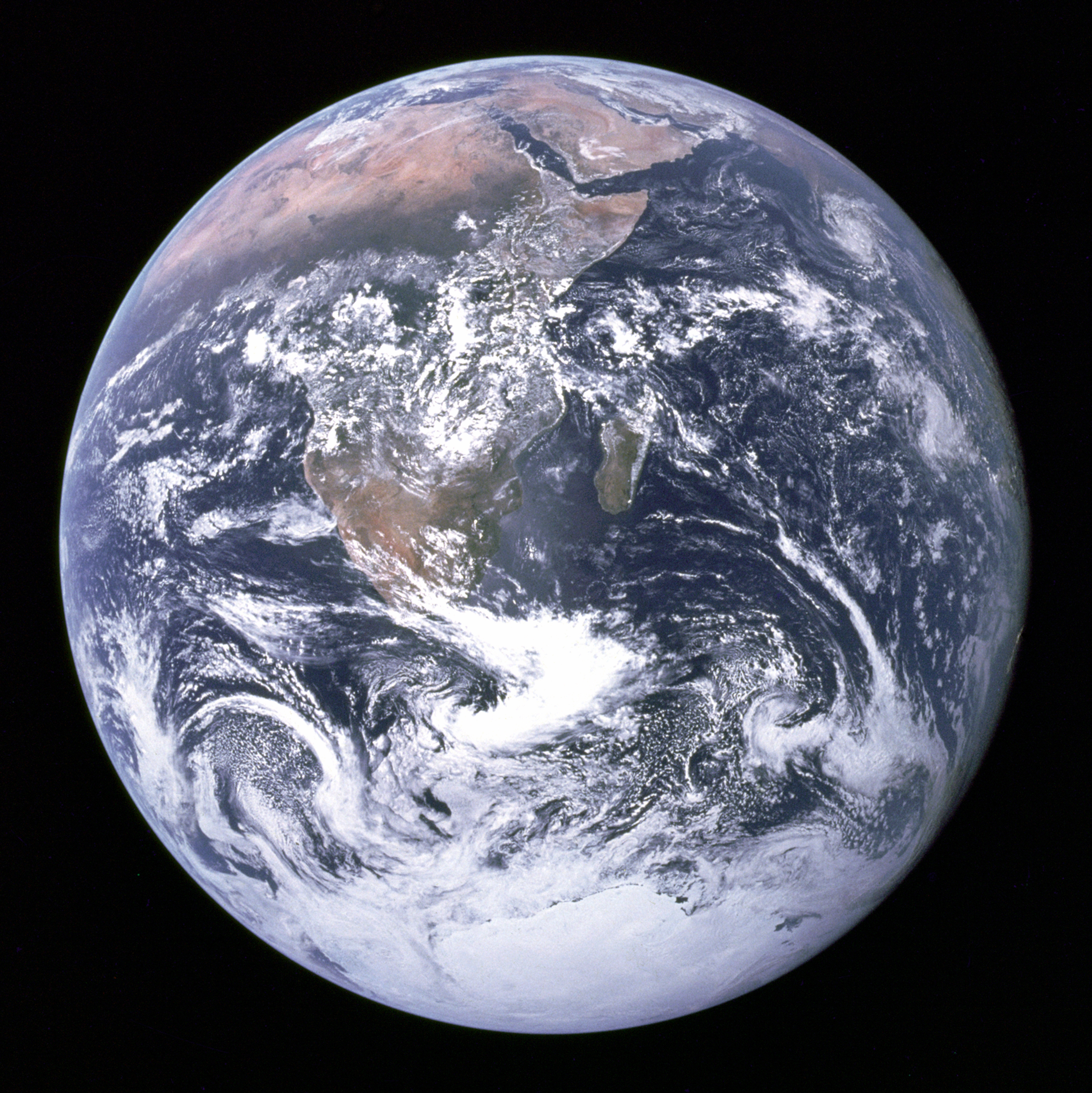
La Terre vue depuis Apollo 17 en 1972.

Structure de la Terre.
1. Croûte continentale
2. Croûte océanique
3. Manteau supérieur
4. Manteau inférieur
5. Noyau externe
6. Noyau interne
A : Discontinuité de Mohorovičić
B : Discontinuité de Gutenberg
C : Discontinuité de Lehmann.

- une croûte continentale solide essentiellement granitique, surmontée par endroits de roches sédimentaires. Elle est plus épaisse que la croûte océanique (de 30 à 100 km sous les massifs montagneux). La croûte ou écorce terrestre représente environ 1,5 % du volume terrestre. Elle était anciennement appelée SIAL (silicium + aluminium) ;
- une croûte océanique solide essentiellement composée de roches basaltiques. Relativement fine (environ 5 km). Elle est également appelée SIMA (silicium + magnésium) ;
- un manteau supérieur, qui est moins visqueux (plus « ductile ») que le manteau inférieur car les contraintes physiques qui y règnent le rendent en partie liquide. Il est formé essentiellement de roches telles que la péridotite (ses minéraux sont : olivine, pyroxène, grenat) ;
- un manteau inférieur aux propriétés d’un solide élastique. Le manteau n’est pas liquide comme on pourrait le croire en regardant les coulées de lave de certaines éruptions volcaniques mais il est moins « rigide » que les autres couches. Le manteau représente 84 % du volume terrestre ;
- un noyau externe liquide essentiellement composé de l'alliage fer-nickel (environ 80 % - 15 %) plus quelques éléments plus légers. Sa viscosité est proche de celle de l’eau, sa température moyenne atteint 4 000 °C et sa masse volumique 10 000 kg/m3. Cette énorme quantité de métal en fusion est certainement agitée. Des écoulements de fer liquide peuvent y engendrer des courants électriques (par effet Seebeck) qui donnent naissance à des champs magnétiques qui renforcent les courants, créant ainsi un effet dynamo, en s’entretenant les uns les autres. Le noyau liquide est donc à l’origine du champ magnétique terrestre ;
- un noyau interne solide (également appelé « graine ») essentiellement métallique (alliage de fer et de nickel principalement) constitué par cristallisation progressive du noyau externe. La pression, qui est de 3,5 millions de bars (350 GPa), le maintient dans un état solide malgré une température supérieure à 5 000 °C et une masse volumique d’environ 13 000 kg/m3.

#### Lune

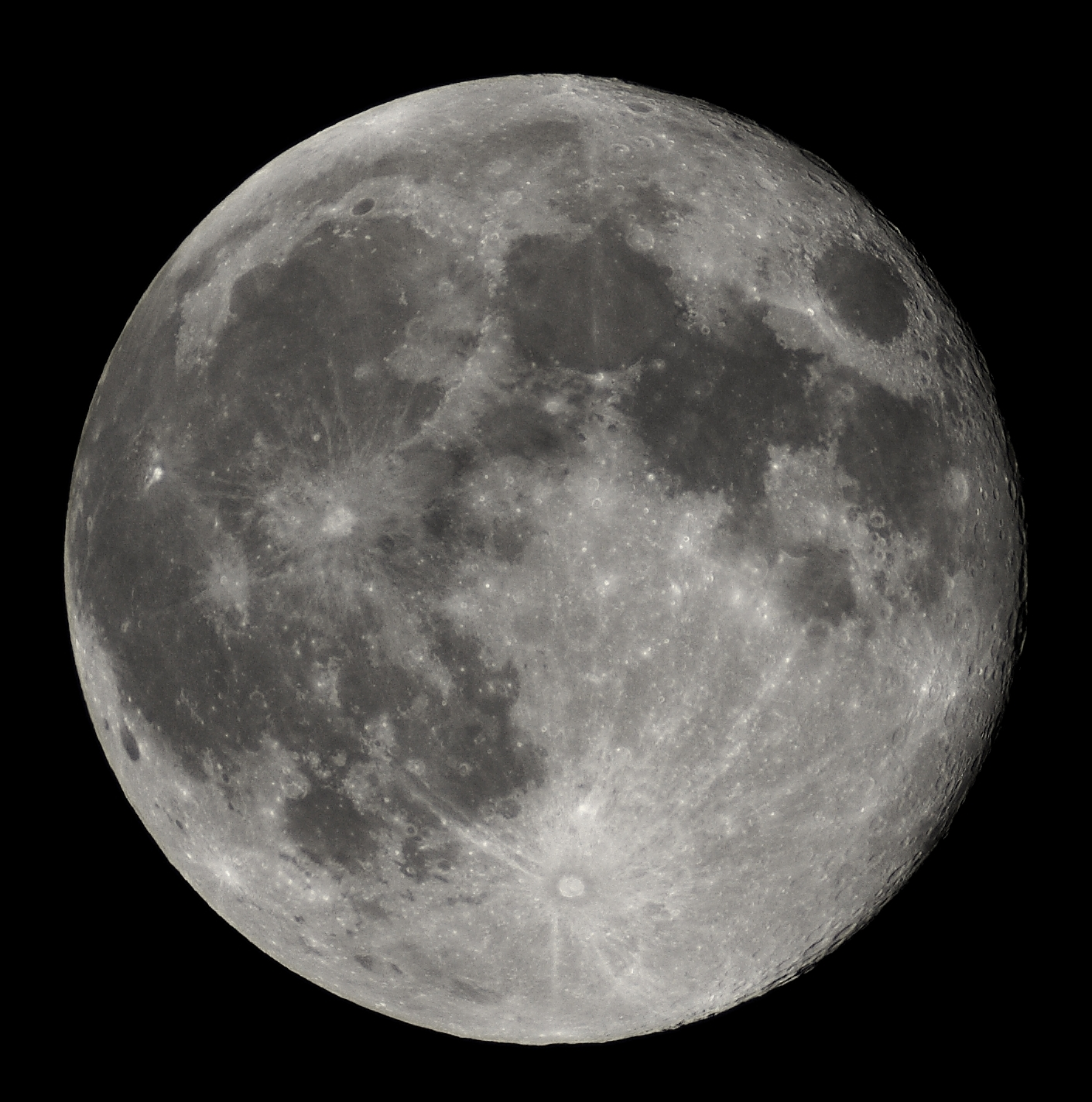
La pleine lune vue depuis l'hémisphère nord.

Schéma de la structure interne de la Lune.

On considère aujourd’hui que la Lune est un corps différencié : sa structure en profondeur n’est pas homogène mais résulte d’un processus de refroidissement, de cristallisation du magma originel, et de migration du magma évolué. Cette différenciation a résulté en une croûte (en surface) et un noyau (en profondeur), entre lesquels se trouve le manteau.
La Lune a une densité moyenne de 3,346 4 g/cm3, faisant d'elle la seconde lune la plus dense du Système Solaire après Io. La taille du noyau de Lune est seulement d'environ 20 % du rayon de la Lune, alors qu'il est plutôt de l'ordre de 50 % pour la plupart des autres corps telluriques.
La croûte lunaire est composée d’une grande variété d’éléments : uranium, thorium, potassium, oxygène, silicium, magnésium, fer, titane, calcium, aluminium et hydrogène. L’épaisseur de la croûte varie de 40 à 100 km selon les endroits. Au premier ordre on peut considérer que la croûte de la face visible est deux fois plus fine que celle de la face cachée. Les géophysiciens estiment aujourd’hui que l’épaisseur moyenne serait autour de 35–45 km sur la face visible. La croûte de la face cachée atteint, elle, environ 100 km d’épaisseur maximum.
Selon les données disponibles à ce jour, le manteau est vraisemblablement homogène sur toute la Lune. Cependant, certaines hypothèses proposent que la face cachée comporterait un manteau légèrement différent de celui de la face visible, ce qui pourrait être à l’origine de la différence de croûte entre les deux hémisphères. L'analyse des basaltes des mers indique que le manteau est composé principalement de minéraux tels que l'olivine, l'orthopyroxène et le clinopyroxène et que le manteau de la Lune est plus riche en fer que celui de la Terre.
De la même manière, peu d’informations sont aujourd’hui disponibles pour contraindre la présence d’un noyau. Les données de télémétrie laser accumulées depuis les missions Luna et Apollo permettent toutefois aux scientifiques de penser qu’un petit noyau de 300 - 400 km de rayon est bien présent. Celui-ci est beaucoup moins dense que celui de la Terre (ne contient pas ou très peu de fer) et pourrait être partiellement fluide.

### Mars

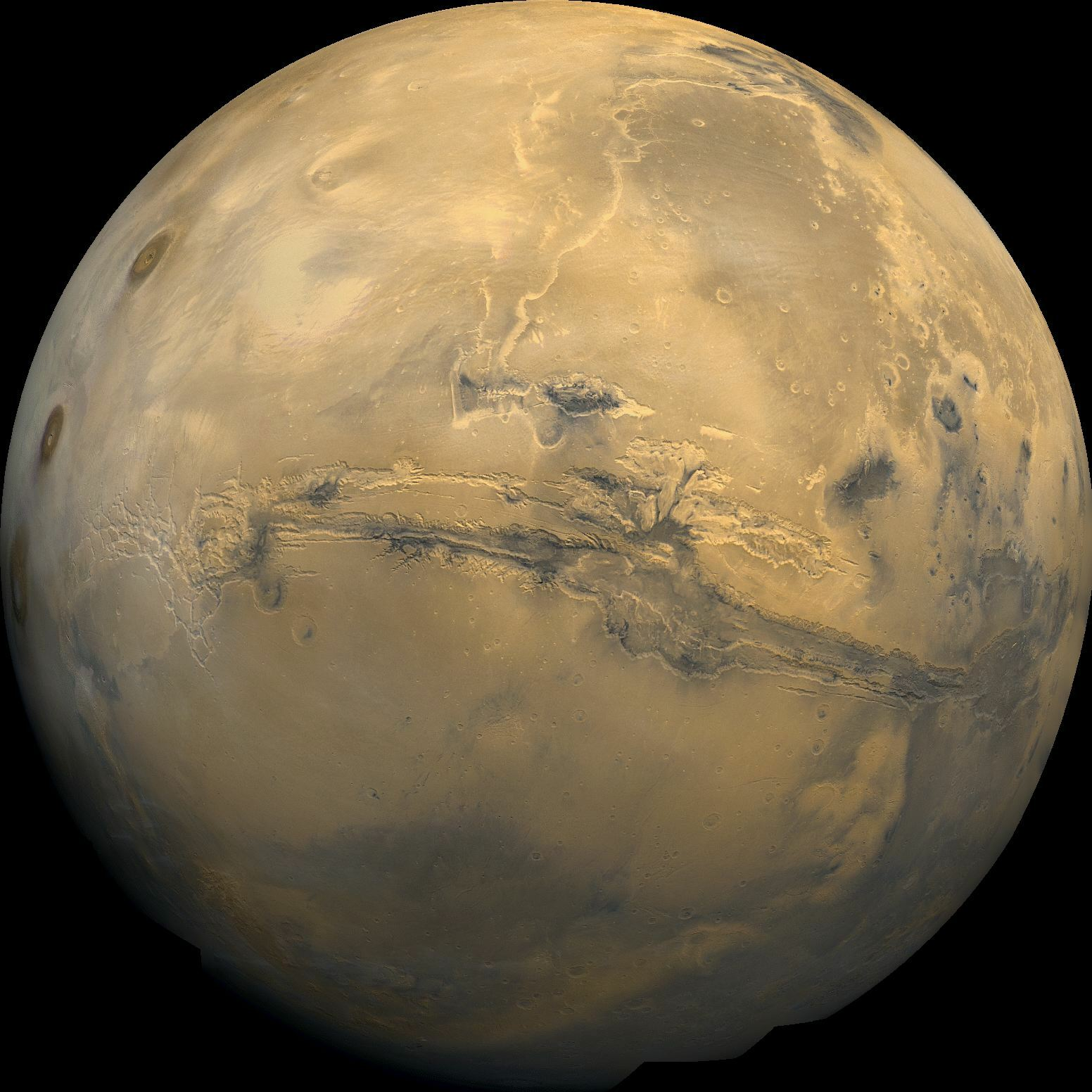
Mars vu par Viking 1 en 1980.

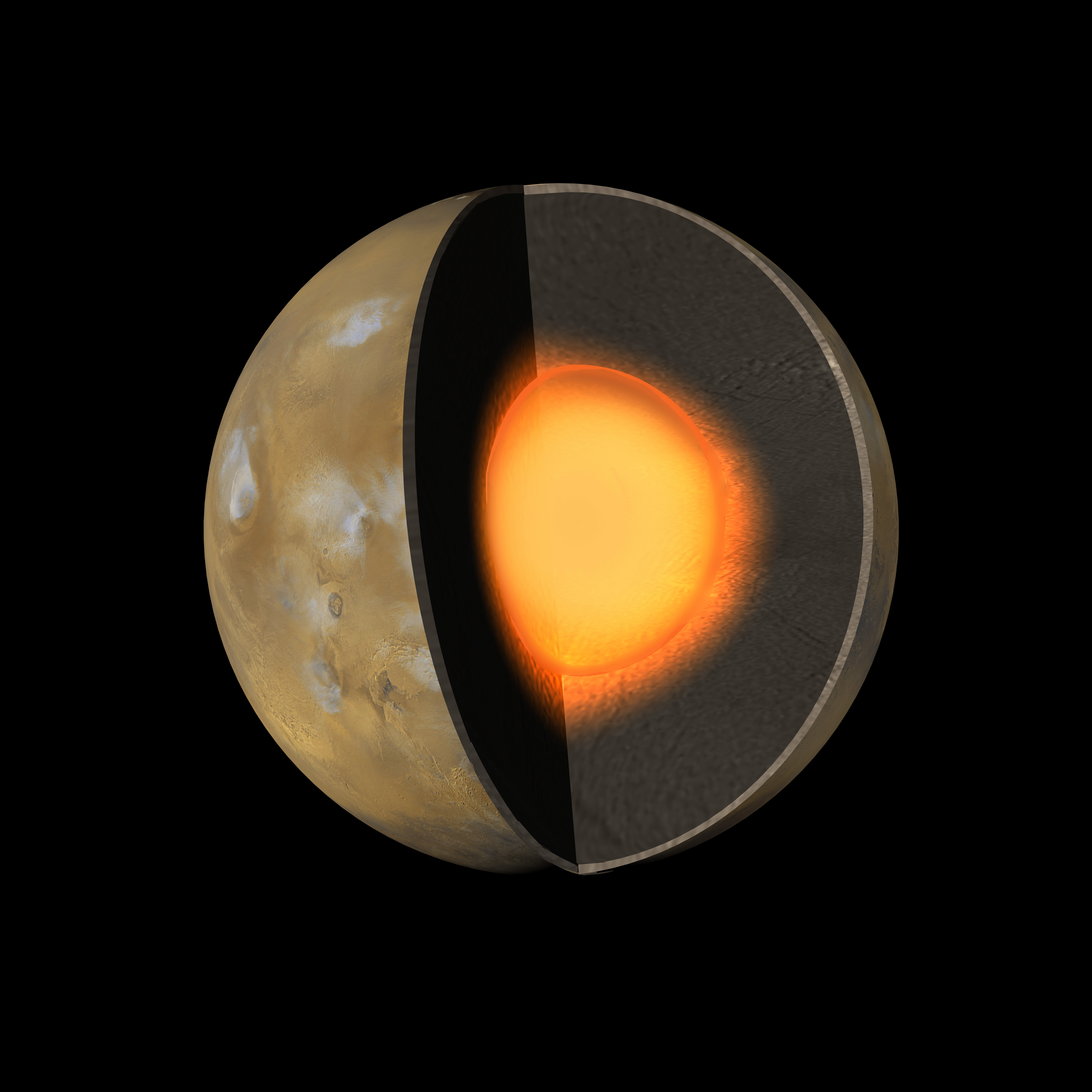
Structure interne de la planète Mars :
1. Écorce d'environ 50 km d'épaisseur
2. Manteau d'environ 1860 km d'épaisseur
3. Noyau d'environ 1480 km de rayon, essentiellement, voire entièrement, liquide.

En première approximation, on peut considérer que l'écorce martienne a une densité uniforme de 2,9 g/cm3, ce qui conduit à une épaisseur moyenne d'environ 50 km, soit 4,4 % du rayon de la planète.
En l'absence de données sismiques exploitables, la structure interne de la planète demeure difficile à préciser. L'exploitation des informations recueillies par les diverses sondes qui ont exploré la planète a néanmoins permis de déterminer que celle-ci serait constituée d'un manteau solide de silicates riches en fer et d'un noyau liquide ou au moins encore essentiellement liquide. Une communication a fait état de calculs fondés sur des modèles géochimiques de la planète selon lesquels le noyau contiendrait de 5 à 13,5 % de soufre et le manteau contiendrait de 11 à 15,5 % de fer.
Le noyau de Mars aurait un rayon compris entre 1 300 et 2 000 km (soit entre 38 % et 59 % le rayon de la planète, incertitude due en partie à l'inconnue concernant la fraction de manteau qui pourrait être liquide et réduirait par conséquent la taille du noyau ; on trouve assez souvent citée la valeur 1 480 km comme rayon du noyau de Mars, soit 43,7 % du rayon moyen de la planète elle-même. Les données de Mars Pathfinder ont ainsi permis d'affiner celles précédemment recueillies avec les sondes Viking et d'établir que la masse de Mars est plutôt concentrée en son centre, ce qui plaide pour un noyau dense et pas trop gros.
Avec une température estimée à environ 2 000 K, le noyau de Mars serait entièrement liquide pour un taux d'éléments légers (essentiellement du soufre) de 14,2 % en masse, ce qui laisse supposer une composition majoritairement de fer allié à d'autres métaux (typiquement du nickel) et peut-être jusqu'à 17 % d'éléments légers. Des expériences conduites sur des systèmes fer-soufre et fer-nickel-soufre à des pressions comparables à celles estimées au cœur de Mars amènent à envisager que le noyau martien, encore entièrement liquide, se solidifierait par cristallisation superficielle, au contact du manteau, formant des sortes de « flocons » tombant en « neige » jusqu'au centre ; une autre possibilité pourrait être la formation d'une graine solide de sulfure de fer cristallisé au centre du noyau liquide.

## Exoplanètes telluriques

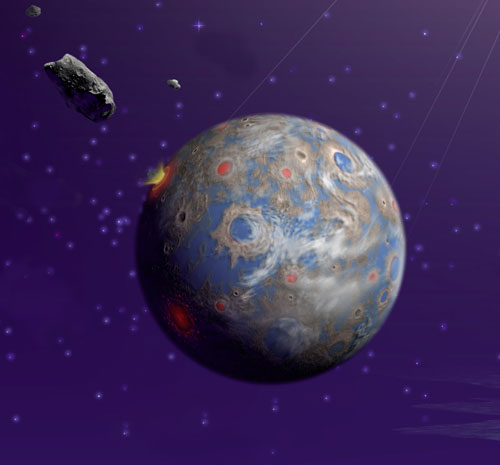
Vue d'artiste d'une planète semblable à la Terre.

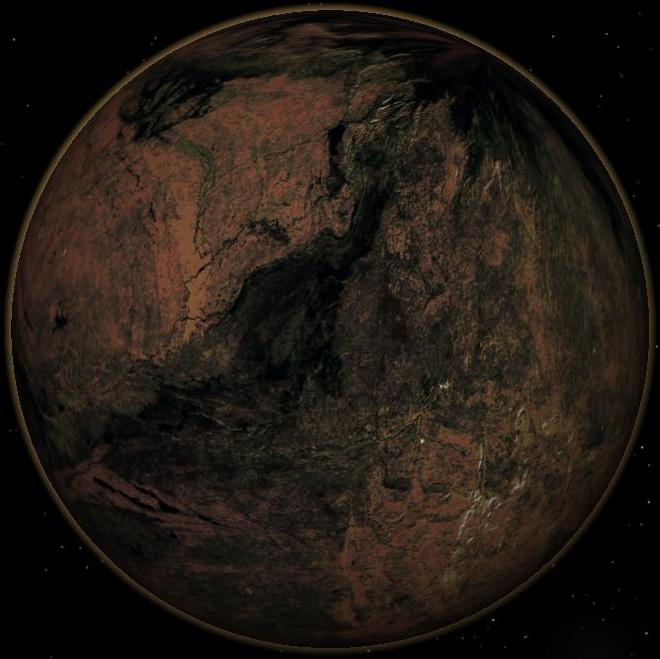
Vue d'artiste d'une Planète de carbone.

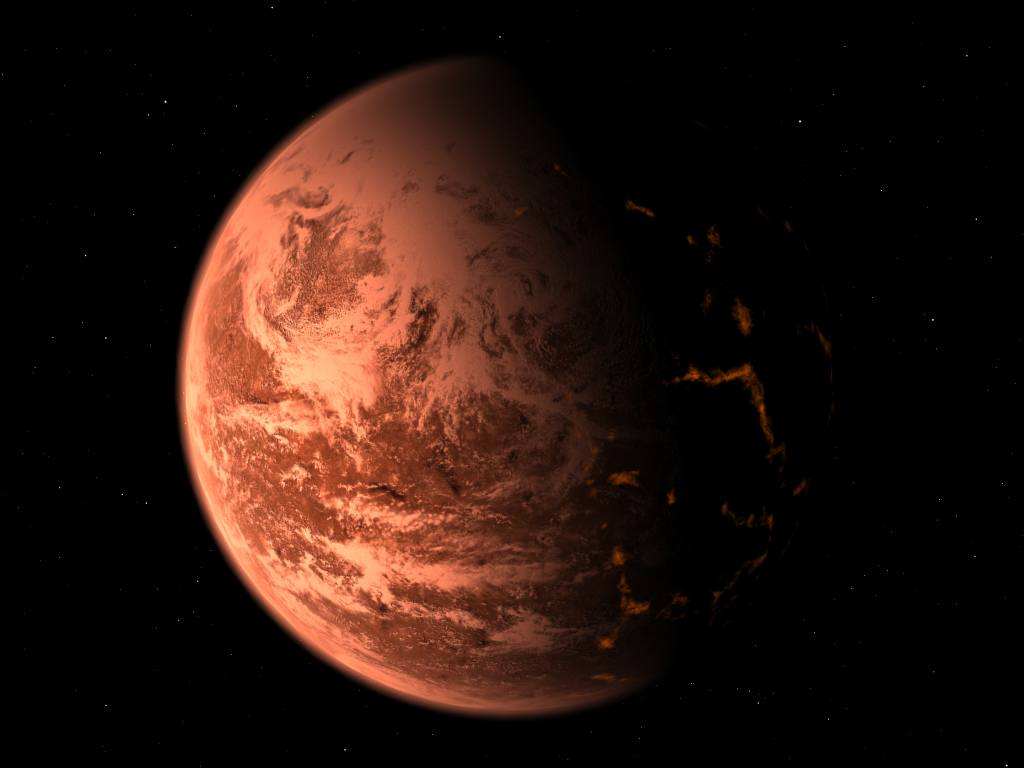
Vue d'artiste d'une Super-Terre (ici Gliese 876 d).

La première exoplanète tellurique détectée est Gliese 581 c en avril 2007 (une autre semblait avoir été découverte, OGLE-2005-BLG-390L b, le 26 janvier 2006). La seconde est Kepler-186 le 17 avril 2014, de taille terrestre et dans la zone habitable de son étoile. Le 23 juillet 2015, la NASA annonce la découverte d’une planète tellurique en orbite autour d’une étoile de type solaire, Kepler-452 b, dont l'existence a été confirmée par des mesures au sol ; l'annonce inclut aussi onze autres candidats planètes de moins de deux rayons terrestres orbitant également dans la zone habitable de leur étoile. Fin 2015, trois planètes de dimensions terrestres pouvant abriter de l'eau liquide sont détectées autour de l'étoile TRAPPIST-1 ; leur proximité (environ 40 a.l. et le type de l'étoile devraient permettre d'étudier bientôt l'atmosphère de ces planètes par spectroscopie.

### Historique
La majorité des planètes trouvées à l'extérieur de notre Système solaire sont des géantes gazeuses car elles produisent une oscillation plus importante sur leur étoile hôte et sont donc plus facilement repérables. Toutefois, un certain nombre de planètes extra-solaires sont suspectées d'être telluriques.
Dans le début des années 1990, les premières exoplanètes ont été découvertes en orbite autour du pulsar PSR B1257+12 avec des masses de 0,02, 4,3 et 3,9 fois celle de la Terre. Elles ont été découvertes par hasard : leur transit a causé des interruptions dans les émissions radio du pulsar (si elles n'avaient pas été en orbite autour d'un pulsar, elles n'auraient pas été découvertes).
Lorsque 51 Pegasi b, la première et seule exoplanète trouvée jusque-là autour d'une étoile encore en fusion, a été découverte, de nombreux astronomes ont supposé que ça devait être une géante tellurique comme il est supposé qu'une géante gazeuse ne pourrait pas exister aussi près de son étoile (0,052 UA) comme le fait 51 Pegasi b. Cependant, à la suite de mesures de diamètre sur une exoplanète similaire (HD 209458 b), il a été montré que ces planètes étaient en fait des géantes gazeuses.
En juin 2005, la première planète autour d'une étoile en fusion et qui peut être tellurique a été trouvée en orbite autour de la naine rouge Gliese 876, à 15 années-lumière. Cette planète a une masse de 7 à 9 fois celle de la Terre et a une période de deux jours terrestre. Mais le rayon et la composition de Gliese 876 d sont encore inconnus.
Le 10 août 2005, Probing Lensing Anomalies Network/Robotic Telescope Network (PLANET/RoboNet) et Optical Gravitational Lensing Experiment (OGLE) ont observé la signature d'une planète froide nommée OGLE-2005-BLG-390L b, avec environ 5,5 fois la masse de la Terre et à environ 21 000 années-lumière dans la constellation du Scorpion. La planète nouvellement découverte orbite autour de son étoile hôte à une distance égale à celle de la ceinture d'astéroïdes de notre système. La planète a révélé son existence grâce à une technique connue sous le nom de microlentille gravitationnelle, qui est actuellement l'unique pour détecter des planètes de masse inférieure à celle de la Terre.

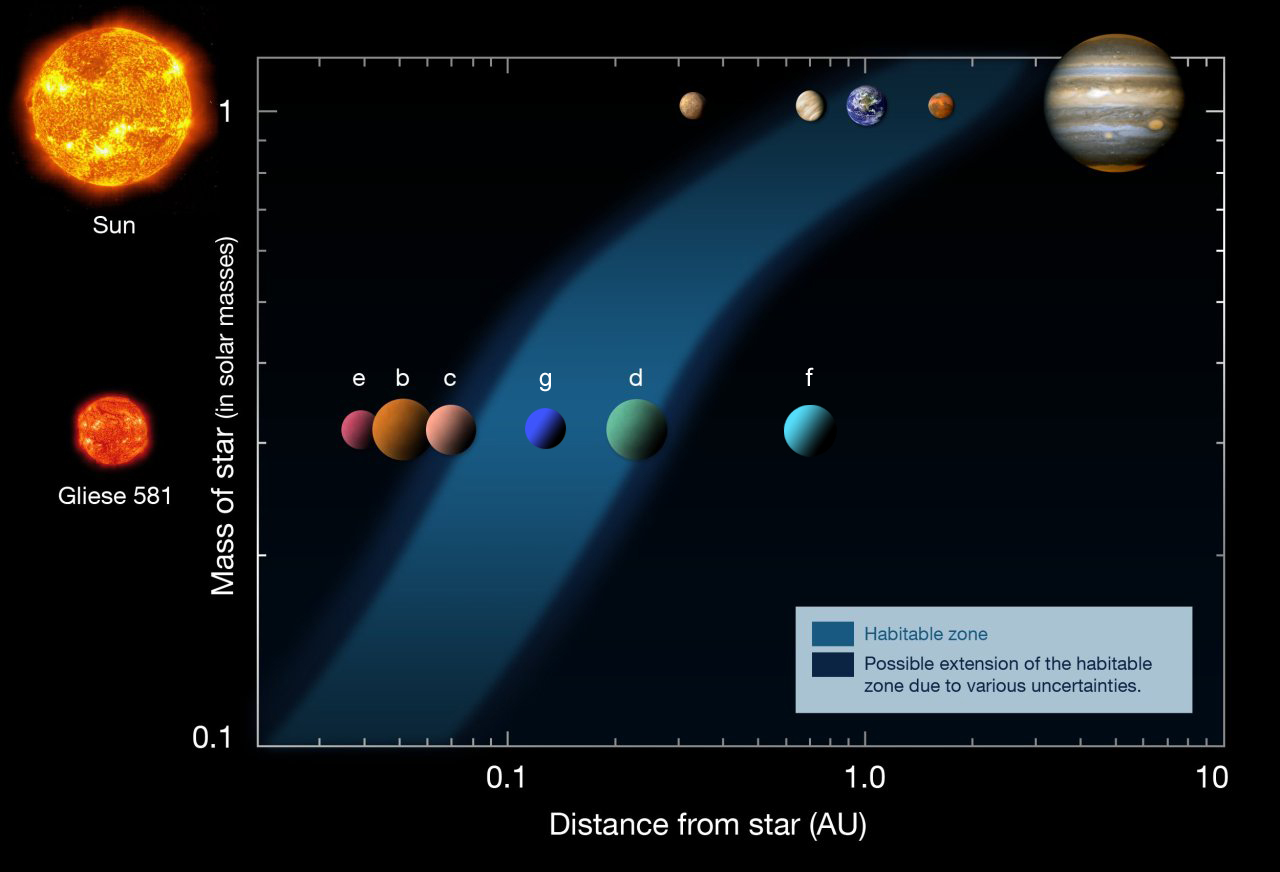
Le système de Gliese 581 avec la zone habitable.

En avril 2007, une équipe de 11 scientifiques européens a annoncé la découverte d'une exoplanète potentiellement habitable, avec des températures semblables à celles de la Terre. La planète a été découverte par le télescope de l'Observatoire européen austral basé à La Silla, au Chili, qui est un instrument spécial qui dédouble la lumière pour trouver des oscillements de différentes longueurs d'onde. Ces oscillements peuvent révéler l'existence d'autres planètes. Les scientifiques ont révélé des planètes en orbite autour de la naine rouge Gliese 581. Gliese 581 c a été considéré comme habitable au début, mais une étude plus récente (avril 2009) 
laisse supposer que Gliese 581 d est un meilleur candidat. Malgré tout, cela a engendré un intérêt plus important pour la recherche de planète orbitant autour d'étoile de plus faible magnitude. Environ 80 % des étoiles proches de la Terre sont des naines rouges. Les planètes Gliese 581 c et Gliese 581 d sont environ 5 à 7 fois plus lourdes que la Terre et sont donc classées dans la catégorie des Super-Terres.
Gliese 581 e a une masse d'environ 1,9 fois celle de la Terre, mais il pourrait y avoir de l'ordre de 2 fois plus d'échauffement dû aux forces de marées que pour le satellite volcanique de Jupiter : Io. 
Une planète tellurique idéale serait de 2 fois la masse de la Terre et une période orbitale de 25 jours autour d'une naine rouge.
La découverte de Gliese 581 g a été annoncée en septembre 2010 et on suppose qu'elle est la première planète jamais trouvée dans la zone habitable, la planète la plus semblable à la Terre et l'exoplanète candidate la mieux placée pour abriter une potentielle forme de vie à ce jour.
La mission Kepler cherche à découvrir des planètes comme la Terre en orbite autour d'autres étoiles en observant leurs transits devant l'étoile. La sonde Kepler a été lancée le 6 mars 2009. La durée de la mission devra durer 3 ans ½ afin de détecter et confirmer la présence d'une planète comme la Terre avec une distance orbitale semblable à celle de la Terre. Comme il y a des intervalles de 1 an pour qu'une planète comme la Terre fasse son transit (passe devant son étoile), il faudra environ 4 transits pour une vérification fiable.
Dimitar Sasselov, un collaborateur de la mission Kepler, a récemment mentionné lors de la conférence TED de 2010 qu'il y a eu des centaines de planètes telluriques potentielles depuis que Kepler a été lancé. Si ces planètes sont confirmées par des enquêtes plus approfondies, cela constituera la plus grosse découverte d'exoplanètes à ce jour. Les équipes scientifiques de la mission Kepler sont, pour l'instant, tenues de garder secrets les premiers résultats de toutes les exoplanètes potentiellement telluriques jusqu'à ce qu'elles puissent confirmer les résultats. La première annonce publique de tout résultat est attendue au début de 2011,.
Le 2 février 2011, l'équipe de la mission de l'observatoire spatial Kepler a publié la liste des 1 235 exoplanètes potentielles dont 54 qui sont peut-être dans la « zone habitable »,. Quelques-unes de ces planètes sont de la même taille que la Terre ou plus grosses.
Défini tel que : « rayon de la planète (RP) est inférieur ou égal à 2 fois celui de la Terre (R🜨) » (ou, RP ≤ 2.0 R🜨). Six de ces candidates [nommées:KOI 326.01 (RP=0.85), KOI 701.03 (RP=1.73), KOI 268.01 (RP=1.75), KOI 1026.01 (RP=1.77), KOI 854.01 (RP=1.91), KOI 70.03 (RP=1.96)] sont dans la zone habitable. Une étude plus récente a révélé que l'une de ces candidates (KOI 326.01) est en fait beaucoup plus grande et plus chaude qu'il ne l'a été dit dans le premier rapport.
Un certain nombre d'autres télescopes capables d'imager directement les exoplanètes telluriques sont également au travail. Il s'agit notamment du Terrestrial Planet Finder, du Space Interferometry Mission, du Darwin, du Mission New Worlds et du Overwhelmingly Large Telescope.

### Exoplanètes semblables à la Terre
| Titre                                                   | Planète                     | Étoile      | Valeurs                      | Notes |
| ------------------------------------------------------- | --------------------------- | ----------- | ---------------------------- | --- |
| Planète la plus proche de 1 M🜨                          | Gliese 581 e                | Gliese 581  | 1,7 à 3,1 M🜨                 | Proche de son étoile et potentiellement volcanique comme Io. |
| Planète la plus proche de 1 M🜨                          | Kepler-11 f                 | Kepler-11   | 2,3 M🜨                       | |
| Planète la plus proche de 1 R🜨                          | Kepler-10 b                 | Kepler-10   | 1,416 R🜨                     | À une masse de 3,3 - 5,7 M🜨. La moins massive, Gliese 581 e, est donc probablement plus petite que Kepler-10b, à moins qu'elle ait une densité beaucoup plus faible. |
| Planète la plus proche de 1 UA de son étoile            | HD 142 b (en)               | HD 142 (en) | 1 UA                         | |
| Planète de période orbitale le plus proche de 365 jours | HD 17092 b                  | HD 17092    | 359,9 j                      | |
| Plus haute probabilité d'eau liquide                    | Gliese 581 g (non confirmé) | Gliese 581  | On ne sait pas explicitement | 3,1 M🜨 (masse minimum) ; au milieu de la zone habitable de la naine rouge.                                                                                           |

## Types de planètes telluriques
Plusieurs classifications possibles pour les planètes telluriques ont été proposées :
- Planète de silicates : Le type standard de la planète tellurique vu dans le Système solaire, faite principalement d'un manteau rocheux à base de silicium avec un noyau métallique (fer).
- Planète métallique : Un type théorique de planète tellurique qui se compose presque entièrement de fer et a donc une densité plus élevée et un rayon plus petit que les autres planètes telluriques de masse comparable. Mercure a un noyau métallique égale à 60-70 % de sa masse planétaire. On estime que les planètes métalliques sont formées dans les régions de très hautes températures (donc près de l'étoile), comme Mercure et si le disque protoplanétaire est riche en fer.
- Planète sans noyau : Un type théorique de planète tellurique qui se compose de roches silicatées, mais n'a pas de noyau métallique, c'est-à-dire le contraire d'une planète métallique. Notre Système solaire ne contient pas ce type de planète, mais les chondrites et météorites sont de ce genre. On estime que les planètes sans noyau se forment loin de l'étoile, là où les matériaux volatils oxydants sont courants.
- Planète de carbone ou planète de diamant : Un type théorique de planète tellurique composée principalement de minéraux à base de carbone. Le Système solaire ne contient pas ce type de planète, mais il existe des astéroïdes carbonés (astéroïde de type C).
- Planète océan : Un type théorique de planète tellurique intégralement recouverte d'un océan d'eau d'une profondeur d'une centaine de kilomètres. Aucune planète océan n'est confirmée, mais Gliese 1214 b pourrait en être une.
- Super-Terre : Les Super-Terre représentent les plus grosses planètes telluriques.

## Processus de différenciation
Les matériaux les plus lourds (nickel, fer) convergent vers le centre de la planète pour former son noyau. Sous la pression, le centre du noyau peut devenir solide, mais la chaleur accumulée peut laisser une partie de celui-ci fluide. D'autres matériaux, de densité légèrement plus faible, se trouvent pris entre le noyau et la surface, constituant un manteau dont la fluidité est fonction de la température résiduelle de la planète. La surface constitue une croûte de matériaux de densité moindre. Les matériaux les moins denses (eau, gaz) sont expulsés vers la surface et peuvent constituer une atmosphère si la gravité de la planète permet de les retenir malgré leur légèreté et la tendance qu'a le vent solaire à les emporter.